# Theta Tauri

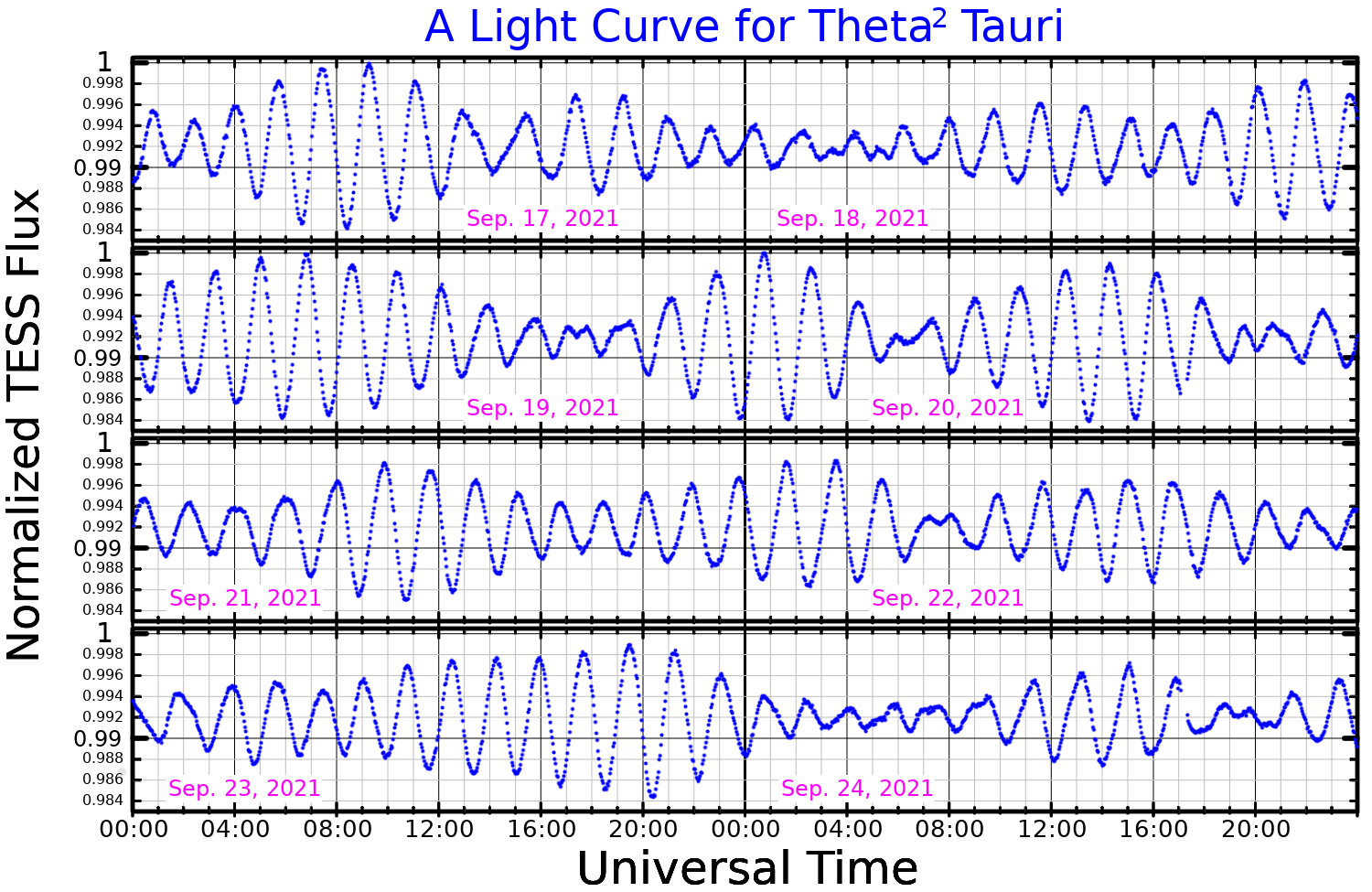
Lichtkromme van Theta2 Tauri

Theta Tauri is een dubbelster bestaande uit twee spectroscopische dubbelsterren in het sterrenbeeld Taurus. De twee afzonderlijke sterren (Theta1 Tauri en Theta2 Tauri) staan in werkelijkheid achttien lichtjaar van elkaar af. Ze maken deel uit van de Hyaden